# Nguyễn Duy Thân
Nguyễn Duy Thân (1907 – 1952) là nhà hoạt động cách mạng, Đảng viên Đảng Cộng sản Việt Nam, tham gia lãnh đạo Tổng khởi nghĩa giành chính quyền tại Hà Nội năm 1945, Đại biểu Quốc hội Việt Nam khóa I, Phó Chủ tịch Ủy ban Hành chính Kháng chiến Liên khu một trong kháng chiến chống Pháp.

## Quê quán
Quê ông ở làng Đình Bảng, Bắc Ninh, vùng quê Kinh Bắc giàu có với truyền thống sản xuất, thương mại.
Năm 1934, nhờ nhà có điều kiện, ông được ra Thủ đô Hà Nội ăn học, thi đỗ vào trường Bưởi. Tại đây, ông được giác ngộ cách mạng và tham gia phong trào thanh niên, học sinh tại trường.

## Hoạt động cách mạng
Năm 1937, bị mật thám Pháp theo dõi, ông được tổ chức cho thoát ly về dạy học ở xã Trung Mầu, ven đê sông Đuống.
Năm 1940, ông về quê tham gia thành lập "chi bộ ghép" thuộc huyện Từ Sơn. Về tới xã, ông tuyên truyền vận động giác ngộ quần chúng cùng anh em, họ hàng thành lập chi bộ đầu tiên ở xã Đình Bảng. Tháng 8 năm 1940 đại diện xứ uỷ Bắc Kỳ đã quyết định thành lập Chi bộ đầu tiên của Đình Bảng, trực thuộc Trung ương và xứ uỷ Bắc Kỳ. Chi bộ gồm 3 đồng chí: Nguyên Duy Thân, Lê Quang Đạo, Nguyễn Trọng Tỉnh. Đồng chí Lê Quang Đạo được cử làm Bí thư Chi bộ đầu tiên của Đình Bảng. Ông Lê Quang Đạo (sau này là Trung tướng, Chủ tịch Quốc hội), cháu gọi ông Thân là cậu ruột, được ông giới thiệu kết nạp và là Bí thư đầu tiên của xã. Vừa tham gia sinh hoạt tại chi bộ xã, ông Thân vừa tham gia hoạt động tại Hà Nội.
Tới năm 1941, ông bị lộ, bị bắt và đày lên Sơn La. Những tháng năm giam cầm ở nhà tù Sơn La, vì giỏi tiếng Pháp, khi bị tra tấn, ông lý luận với quản giáo: "Nghe nói nước Pháp dân chủ, văn minh. Vậy cớ sao ở đây các ông lại hành hạ, đánh đập tù chính trị? Như vậy có dân chủ, văn minh hay không?". Đuối lý, kẻ địch phải cho ông - một trong số ít tù chính trị - không phải mặc quần áo tù.
Đầu năm 1945, ông cùng một số tù chính trị ở Sơn La - lợi dụng tình hình Nhật hất cẳng Pháp ở Đông Dương - tổ chức vượt ngục thành công. Ngay sau đó, ông về Đan Thượng, Phú Thọ xây dựng "chi bộ ghép" đầu tiên, sau này phát triển sang cả Yên Bái.
Ít lâu sau, ông được cử về tham gia lãnh đạo phong trào cách mạng ở Hà Nội. Bà con buôn bán ở Hà Nội, nhất là Hàng Ngang, Hàng Đào, Hàng Bồ có nhiều doanh nhân tư sản gốc Đình Bảng, Bắc Ninh. Họ có quan hệ với nhau rất chặt chẽ. Ông đã tranh thủ tình đồng hương và khơi dậy tinh thần yêu nước của bà con, vận động ủng hộ Việt Minh.

## Tham gia Ủy ban Khởi nghĩa Hà Nội
Đầu tháng 8-1945, cán bộ lãnh đạo chủ chốt của Xứ ủy Bắc kỳ đều lên Tân Trào dự Quốc dân đại hội. Chiều 15-8, nghe tin trên đài biết Nhật đầu hàng Đồng minh, Thường vụ Xứ ủy quyết định thành lập Ủy ban Khởi nghĩa Hà Nội ở Hà Nội gồm năm người: Chủ tịch Nguyễn Khang (ủy viên Thường vụ Xứ ủy Bắc kỳ phụ trách Hà Nội); ông Nguyễn Quyết, Bí thư Thành ủy, ủy viên quân sự; ông Lê Trọng Nghĩa, đại diện cho nhân sĩ, trí thức (Bí thư Đảng đoàn Dân chủ Đảng), ông Trần Quang Huy, phụ trách công vận và ông Nguyễn Duy Thân, phụ trách tư sản, tiểu thương. Cố vấn của Ủy ban là ông Trần Đình Long, từng học ở Đại học Phương Đông Moscow. Trực cơ quan Xứ ủy tại làng Vạn Phúc, tỉnh Hà Đông là Ủy viên Thường vụ Xứ ủy Trần Tử Bình, phụ trách khởi nghĩa ở các tỉnh thuộc đồng bằng Bắc bộ.
Ngày 17-8-1945, chứng kiến quần chúng nhân dân dưới sự lãnh đạo của Việt Minh biến cuộc mít-tinh của công chức ủng hộ Chính phủ Trần Trọng Kim được Nhật bảo hộ thành cuộc tuần hành thị uy cách mạng. Ngày 18-8, Ủy ban Quân sự cách mạng chuyển vào số nhà 101 Gambette (nay là 101 Trần Hưng Đạo, trụ sở Viện Khoa học Giáo dục) làm việc. Không khí tấp nập lạ thường.
Sáng 19-8, bà con từ khắp các cửa ô kéo về Bờ Hồ rồi tập trung ở Quảng trường Nhà hát Lớn. Sau mit-tinh, hàng vạn quần chúng cách mạng từ quảng trường chia làm hai cánh: Cánh thứ nhất do ông Khang, ông Bình dẫn đầu tiến công vào Phủ Khâm sai, cơ quan đầu não của chính quyền bù nhìn, sau đó đánh tiếp ra Sở Bưu điện, Nhà băng Đông Dương…; cánh thứ hai do ông Nguyễn Quyết chỉ huy tiến công vào Trại Bảo an binh (đối diện rạp chiếu phim Majestic - nay là rạp Tháng Tám). Ông Thân theo cánh thứ nhất. Ai cũng phấn khích khi thấy quần chúng cách mạng ào ào tiến tới Phủ. Ông Trần Tử Bình chỉ thị qua điện thoại, buộc chính quyền các tỉnh phải bàn giao ấn tín và trụ sở cho Việt Minh. Ông Thân được phân công tiếp nhận và quản lý công việc hành chính của Phủ Khâm sai.

## Hoạt động sau năm 1945
Sau đó ông được bầu làm Đại biểu Quốc hội Việt Nam khóa I tại tỉnh Bắc Ninh. Vợ ông là bà Phan Thị Sáng cùng là đại biểu Khóa I của Quốc hội Lập hiến 1946, tham gia xây dựng những bộ luật đầu tiên của nước Việt Nam mới.
Ngày 14-4-1948, Chủ tịch Hồ Chí Minh ra sắc lệnh số 175, cử ông Nguyễn Khang làm Chủ tịch và ông Nguyễn Duy Thân làm Phó chủ tịch Ủy ban Kháng chiến hành chính và Thường vụ Liên khu 1 (Việt Bắc).
Đến cuối năm 1951, ông Thân được cử đi học tại Trường Đại học Mác - Lê-nin của Đảng Cộng sản Trung Quốc cùng với một số cán bộ. 
Sau đó, ông Thân lâm bệnh rồi qua đời ở Bắc Kinh, Trung Quốc năm 1952.

## Gia đình
Vợ ông là bà Phan Thị Sáng, bí danh là Vũ Thị Khôi, cùng là Đại biểu Quốc hội Việt Nam khóa I. Trước ngày khai mạc Đại hội Quốc dân Tân trào, bà là đại biểu phụ nữ đặc cách dự Hội nghị Trung ương mở rộng. Sau đó bà trở về Bắc Ninh xây dựng chính quyền nhân dân. Năm 2010 bà mất, thọ 91 tuổi.
Ông bà có người con là Đại tá Nguyễn Duy Thành.